# Villa Passerini (Scandicci)
Villa Passerini si trova a Scandicci Alto, in provincia di Firenze.

## Storia
Detta anche Villa Le Rondini, fu costruita nella piazza dove sorge anche la chiesa di San Martino,  sulle rovine della casa da signore dei Bagnesi distrutta dai ghibellini nel 1260. 
Dagli Altoviti, di cui si riconoscono ancora le insegne sopra il portale della cappella lungo la strada che porta alla villa, passò a tante altre famiglie finendo poi per acquisto al conte Napoleone Passerini.

## Descrizione
Nella Villa attuale (ottocentesca) non si possono più trovare resti del vecchio castello Cadolingio e poche testimonianze della proprietà degli Altoviti dovute alla Cappella, ai portali in pietra ad arco ribassato e la sala detta “bassa” con volte in pietra. Nel 1682 si hanno carte che mostrano una villa a pianta compatta con fabbricato addossato, si pensa possa essere la cappella. Con la proprietà del conte Passerini, iniziarono imponenti lavori di ristrutturazione che trasformarono la villa in grande casa da signore di campagna e scuola di agraria con grandi aule, laboratori di chimica e refettori. Il Conte Passerini, illustre agronomo e botanico di chiara fama, ricercatore, selezionatore della razza Chianina nelle sue varie tenute in Val Di Chiana (SI) e scopritore dei fermenti per la vinificazione tuttora in uso , vi stabilì una grande Scuola professionale di Agraria per la formazione di nuovi tecnici che rimase fino a metà del Novecento. Dopo lo smantellamento dell'istituto, negli annessi della villa ebbe sede un rinomato allevamento di cavalli da trotto. Con la morte del Conte Passerini, passò ai figli la proprietà della scuola e di tutta la Villa , i quali la vendettero alcuni anni dopo. Passò di proprietà alla Signora Salvini Annamaria, cui la vendette a sua volta a porte chiuse con molti degli arredi originali ad una società immobiliare di Empoli, che infine la trasformò,  in un grande condominio in vari appartamenti e residenze di lusso negli anni 2000-2003, senza però alterarne le originali caratteristiche e linee architettoniche. Solo la cappella della Villa fu ceduta dalla società Colline Fiorentine di Empoli all'ultimo pronipote del Conte Lapo Passerini, Alessandro assieme ai figli Lapo Lorenzo e Federico Guelfo .
- Il Giardino

Voluto dai Passerini e risalente al XIX secolo, è locato esattamente dietro la villa e scende bruscamente verso Scandicci creando un giardino che sfocia poi in un folto bosco di lecci.
- La Cappella

Dedicata alla Sacra Conversazione e a sant'Ignazio, non è visitabile ed è attualmente in pessime condizioni.

## Curiosità
La formazione professionale dell'istituto agrario di Scandicci contribuì a rivalutare la figura del fattore a capo delle fattorie, nella innovativa e più professionale figura del tecnico agronomo, poi dottore in agraria, che riuscì già nei primi del Novecento, a riorganizzare il comparto agricolo del paese ivi compreso l'introduzione della mezzadria che vedeva coinvolti direttamente nella vita produttiva delle aziende i lavoratori agricoli stessi.